# 霊山城
霊山城（りょうぜんじょう）は、陸奥国伊達郡（福島県伊達市霊山地域）霊山の山頂付近にあった南北朝時代の日本の城。城のある霊山全域が国指定史跡および名勝。

## 歴史
霊山山頂には、円仁創建の天台宗寺院霊山寺（現在は山麓に移転）が建立されて栄えていた。
延元2年/建武4年1月8日（1337年2月9日）、鎮守府将軍北畠顕家が広橋経泰らと図って、陸奥太守義良親王を多賀国府から霊山に移して山頂付近に「国司館」を設置、国衙機能をここに移して北朝勢力に対抗した。
顕家らは伊達行朝・結城宗広ら奥羽地方の南朝勢力と連携しながら、同年8月11日（9月6日）に親王を奉じて上洛を開始するまで拠点とした。
その後も現地に残された南朝方将兵によって守備されていたが、正平2年/貞和2年（1347年）に北朝方の奥州管領吉良貞家によって攻略され、その後も何度か攻防戦が行われたものの、応永年間には廃城となった。
近代以後、何度か調査され、昭和55年（1980年）に大規模な発掘調査が行われた。その結果、建物の礎石跡などの遺構の他、宋銭や古瀬戸など当時の活動の後を示す物が発掘されている。